# Lage Rahm
Erik Lage Rahm, född 27 januari 1980 i Annedals församling i Göteborg, är en svensk jurist och politiker (miljöpartist). Han var ordinarie riksdagsledamot 2007–2010, invald för Göteborgs kommuns valkrets.
Rahm var sammankallande i Grön Ungdoms förbundsstyrelse 2001–2002. Han arbetade 2003–2007 som politisk sekreterare för Miljöpartiet på kommunstyrelsen i Göteborgs kommun.
Rahm blev riksdagsledamot i november 2007 efter att Karla López avgått som ledamot. I riksdagen var han suppleant i försvarsutskottet, näringsutskottet, utbildningsutskottet och utrikesutskottet. Rahm lämnade riksdagen i samband med riksdagsvalet 2010.